# Loi décrétant l'inviolabilité du roi
 (février 2025).
Motif : Ebauche peu développée, semble plus approprié dans l'article de la Constitution de 1791, qui ne semble pas avoir de pages spéciales pour chaque article. Et ça ne semble pas être une loi.
- Archive Wikiwix
- Bing
- Cairn
- DuckDuckGo
- E. Universalis
- Gallica
- Google
- G. Books
- G. News
- G. Scholar
- Persée
- Qwant
- (zh) Baidu
- (ru) Yandex
- (wd) trouver des œuvres sur Wikidata

| 1. | Préciser le motif de la pose du bandeau. | Précisez le motif de la pose du bandeau en utilisant la syntaxe suivante : {{admissibilité à vérifier\|date=mars 2025\|motif=remplacez ce texte par le motif}}                                            |
| 2. | Informer les utilisateurs concernés.     | Pensez à avertir le créateur de l'article, par exemple, en insérant le code ci-dessous sur sa page de discussion : {{subst:avertissement admissibilité à vérifier\|Loi décrétant l'inviolabilité du roi}} |

La loi décrétant l'inviolabilité du roi fut inscrite dans le chapitre II de la Constitution de 1791 (section première art. 2).
La fuite du roi puis son arrestation à Varennes, les 20 et 21 juin 1791, provoqua sa remise en question : Maximilien de Robespierre, dans son intervention au club des Jacobins, fit preuve d'une grande discrétion à ce sujet, mais Georges Jacques Danton attaqua violemment le principe au club des Cordeliers.
L'Assemblée constituante approuva les propositions de Jean-Baptiste Salle, député de Nancy :
« 1. Un roi qui se mettra à la tête d'une armée pour en diriger les forces contre la nation sera censé avoir abdiqué ;
2. Un roi qui se rétractera après avoir prêté son serment à la Constitution sera censé avoir abdiqué ;
3. Un roi qui aura abdiqué deviendra l'égal des simples citoyens et sera accusable comme eux pour tous les actes subséquents à son abdication. »
Après la journée du 10 août 1792, l'Assemblée législative décida de la non inviolabilité du roi et lui retira ses fonctions. 
La question sur l'inviolabilité du roi fut posée lors du procès de Louis XVI en janvier 1793 mais fut écartée, la Convention prit la décision de juger le roi.

## Sources
Jean Tulard, Jean-François Fayard et Alfred Fierro, Histoire et dictionnaire de la Révolution française. 1789–1799, Paris, éd. Robert Laffont, coll. « Bouquins », 1987, 1998 [détail des éditions] (ISBN 978-2-221-08850-0)